# Nachal Rechelim
Nachal Rechelim (hebrejsky נחל רחלים) je vádí v jižním Izraeli, v severní části Negevské pouště.
Začíná v nadmořské výšce okolo 500 metrů v pouštní planině Bik'at Arad poblíž hory Har Barir jihozápadně od města Arad a jihovýchodně od města Kesejfa. Směřuje pak k jihozápadu krajinou s rozptýleným beduínským osídlením. Podchází těleso dálnice číslo 80 a ústí zleva do vádí Nachal Malchata.